# Sąd Okręgowy w Przemyślu
Sąd Okręgowy w Przemyślu – organ wymiaru sprawiedliwości z siedzibą przy ul. Konarskiego 6 w Przemyślu. Przynależy do jurysdykcji Sądu Apelacyjnego w Rzeszowie.

## Status prawny
Sąd okręgowy jest państwową jednostką organizacyjną nieposiadającą osobowości prawnej. W polskim wymiarze sprawiedliwości jest zasadą, że w pierwszej instancji orzeka sąd rejonowy, natomiast sąd okręgowy orzeka jako sąd pierwszej instancji tylko w sprawach o zbrodnie i niektóre występki. Na wniosek sądu rejonowego sąd apelacyjny może przekazać sądowi okręgowemu do rozpoznania w I instancji sprawę o każde przestępstwo ze względu na szczególną wagę lub zawiłość tej sprawy.
Sąd Okręgowy stanowi element władzy sądowniczej sprawującej wymiar sprawiedliwości na podstawie Konstytucji RP. Sposób organizacji Sądu reguluje ustawa o ustroju sądów powszechnych, a także akty wykonawcze. 
 Obszar właściwości;
- Sąd Rejonowy w Przemyślu
- Sąd Rejonowy w Jarosławiu
- Sąd Rejonowy w Przeworsku
- Sąd Rejonowy w Lubaczowie

## Struktury organizacyjne
Sądy okręgowe funkcjonują w strukturach sądów powszechnych, które rozstrzygają wszelkie sprawy z zakresu prawa karnego, cywilnego, rodzinnego i opiekuńczego oraz prawa pracy i ubezpieczeń społecznych, które nie są zastrzeżone dla innych sądów.
W Sądzie Okręgowym w Przemyślu utworzono następujące wydziały:
- Wydział I Cywilny[5].
- Wydział II Karny[6].
- Wydział III Pracy i Ubezpieczeń Społecznych[7].

## Historia
29 września 1855 roku rozporządzeniem władz austriackich rozpoczął działalność C.K. Sąd Obwodowy w Przemyślu. Sądowi Obwodowemu podlegały sądy okręgowe w: Przemyślu, Baligrodzie, Birczy, Brzozowie, Bukowsku, Dobromilu, Dubiecku, Dukli, Jarosławiu, Jaworowie, Krakowcu, Krośnie, Lesku, Lutowiskach, Mościskach, Niżankowicach, Przemyślu, Radymnie, Rymanowie, Sanoku, Sieniawie, Ustrzykach Dolnych, Sadowej Wiszni i Nowym Żmigrodzie.
W 1868 roku sądy obwodowe zostały przemianowane na powiatowe. W 1887 roku został utworzony Sąd Obwodowy w Sanoku, do którego wyłączono sądy powiatowe w: Sanoku, Baligrodzie, Birczy, Brzozowie, Bukowsku, Lesku, Lutowiskach, Rymanowie, Ustrzykach Dolnych. W 1888 roku utworzono Sąd Obwodowy w Jaśle, do którego wyłączono sądy powiatowe w: Dukli, Krośnie, Nowym Żmigrodzie.
W 1919 roku C.K. Sąd Obwodowy w Przemyślu został przekształcony w Sąd Okręgowy, któremu podlegały sądy powiatowe w Dobromilu, Dubiecku, Jarosławiu, Jaworowie, Krakowcu, Mościskach, Niżankowicach, Pruchniku, Przemyślu, Radymnie, Sądowej Wiszni i Sieniawie. Sąd Okręgowy w Przemyślu przynależał do jurysdykcji Sadu Apelacyjnego we Lwowie.
5 września 1944 roku przywrócono w Przemyślu działanie sądownictwa. Sądowi okręgowemu podlegały sądy grodzkie w : Przemyślu, Jarosławiu, Dubiecku, Pruchniku, Sieniawie, Radymnie i Birczy. W 1950 roku sądy grodzkie w miastach powiatowych przemianowano na powiatowe. 1 stycznia 1951 roku w Rzeszowie powołano Sąd Wojewódzki, a w Przemyślu w miejsce sądu okręgowego powołano Wydział Zamiejscowy Sądu Wojewódzkiego w Rzeszowie.
W wyniku reformy administracyjnej i utworzenia województwa przemyskiego, 1 czerwca 1975 roku na mocy rozporządzenia Ministra Sprawiedliwości utworzono Sąd Wojewódzki w Przemyślu. W wyniku kolejnej reformy administracyjnej i utworzenia 
województwa podkarpackiego 1 stycznia 1999 roku zmieniono nazwę sądu na Sąd Okręgowy w Przemyślu. 1 czerwca 2000 roku okręg przemyski włączono do rzeszowskiego, a sąd przemianowano na Ośrodek Zamiejscowy Sądu Okręgowego w Rzeszowie, a 1 lipca 2001 roku na Ośrodek Zamiejscowy Sądu Okręgowego w Krośnie.
26 kwietnia 2005 roku sędzia Marek Byliński został mianowany pełnomocnikiem Ministra Sprawiedliwości w sprawie zorganizowania sądu okręgowego. 1 maja 2005 roku ponownie utworzono Sąd Okręgowy w Przemyślu. W skład okręgu przemyskiego weszły sądy rejonowe w Przemyślu, Jarosławiu, Przeworsku i Lubaczowie. 1 stycznia 2013 roku sądy rejonowe w Przeworsku i Lubaczowie zostały zniesione, a wydziały zamiejscowe przyłączone do sądu rejonowego w Jarosławiu. 1 stycznia 2015 roku odtworzono sąd rejonowy w Przeworsku, a 1 lipca 2015 roku odtworzono sąd rejonowy w Lubaczowie. 1 grudnia 2018 roku w sądzie okręgowym zniesiono Wydział IV Penitencjarny i Nadzoru nad Wykonywaniem Orzeczeń Karnych.